# Links 2-3-4
«Links 2-3-4» (с нем. — «Левой 2-3-4») — десятый сингл группы Rammstein.

## Выпуск
Rammstein выпустили эту песню, чтобы снять с себя обвинения в идеализации «национал-социалистической» эстетики и чётко показать свои политические позиции. Как заявил Кристиан Лоренц, Тилль Линдеманн написал песню, чтобы рассеять сложившиеся в отношении Rammstein предубеждения. Слова «моё сердце бьется слева» намекают на левые взгляды участников группы. Припев является отсылкой к фразе Оскара Лафонтена (Das Herz schlägt links) и цитирует строчку из Песни Единого фронта (нем. Einheitsfrontlied), написанной Хансом Эйслером на стихи Бертольта Брехта (Links zwo drei vier links zwo drei, wo dein Platz Genosse ist). В песне используется альтернативное произношение немецкого слова «два» — «zwo» вместо «zwei». «Zwo» чаще используется в вооруженных силах Германии, а также в австрийском диалекте.
Впервые песня была исполнена в апреле 2000 года под рабочим названием «Links».

## Видеоклип
«Links 2 3 4» — анимационное видео, которое показывает обыденную жизнь муравьёв. У них есть собственные дома, они играют в футбол и ходят в клуб, в котором есть проектор. Затем размеренная жизнь нарушается варварским вторжением жуков-разрушителей. В итоге муравьи собирают армию и строевым маршем идут в атаку на жуков. Существует две версии клипа: версия без цензуры длится 3 мин. 34 сек. (на 5 сек. дольше), а в конце камера показывает руку убитого муравьями человека. В обеих версиях муравьи смотрят через проектор фрагмент концертного видео Rammstein.

## Версии
- Links 2 3 4 (Single) (Компакт-диск)
- Links 2 3 4 (DVD Maxi Single) (DVD)
- Links 2-3-4 (Vinyl)

## Список композиций
Сингл содержит песню «Halleluja», которая не вошла в альбом Mutter.

### Немецкое издание (CD)
| №  | Название                                               | Длительность |
| -- | ------------------------------------------------------ | ------------ |
| 1. | «Links 2-3-4» (Левой 2-3-4)                            | 3:40         |
| 2. | «Halleluja» (Аллилуйя)                                 | 3:45         |
| 3. | «Links 2-3-4 (Clawfinger Geradeaus Mix)» (Левой 2-3-4) | 4:28         |
| 4. | «Links 2-3-4 (Technolectro Mix)» (Левой 2-3-4)         | 5:57         |
| 5. | «Links 2-3-4 (Hard Rock Cafe Bonus Mix)» (Левой 2-3-4) | 3:43         |

### DVD Maxi-Single
Аудио
| №  | Название                                               | Длительность |
| -- | ------------------------------------------------------ | ------------ |
| 1. | «Links 2-3-4» (Левой 2-3-4)                            | 3:40         |
| 2. | «Halleluja» (Аллилуйя)                                 | 3:45         |
| 3. | «Links 2-3-4 (Clawfinger Geradeaus Mix)» (Левой 2-3-4) | 4:28         |
| 4. | «Links 2-3-4 (Technolectro Mix)» (Левой 2-3-4)         | 5:57         |
| 5. | «Links 2-3-4 (Hard Rock Cafe Bonus Mix)» (Левой 2-3-4) | 3:43         |

Видео
| №  | Название                                    | Длительность |
| -- | ------------------------------------------- | ------------ |
| 1. | «Links 2-3-4 (Video)» (Левой 2-3-4)         | 3:37         |
| 2. | «Links 2-3-4 (The Making of)» (Левой 2-3-4) |              |
| 3. | «Фотогалерея»                               |              |

## Интересные факты
- Песня «Links 2 3 4» звучит в эпизоде «What’s Eating Gilbert Grissom?» сериала C.S.I.: Место преступления.
- Песня «Hallelujah» вошла в саундтрек к фильму Обитель зла.

## Над синглом работали
- Тилль Линдеманн — вокал
- Рихард Круспе — соло-гитара, бэк-вокал
- Пауль Ландерс — ритм-гитара, бэк-вокал
- Оливер Ридель — бас-гитара
- Кристоф Шнайдер — ударные
- Кристиан Лоренц — клавишные